# Grzegorz Banaś
Grzegorz Piotr Banaś (ur. 10 grudnia 1960 w Kielcach) – polski polityk i inżynier, w latach 2006–2007 wojewoda świętokrzyski, senator VII kadencji.

## Życiorys
W 1998 ukończył studia na Wydziale Elektrotechniki, Automatyki i Informatyki Politechniki Świętokrzyskiej. Od 1979 do 2000 był zatrudniony jako specjalista elektronik w Fabryce Samochodów Specjalizowanych „SHL” S.A. w Kielcach. Następnie do 2005 pracował na takim samym stanowisku w spółce akcyjnej „TEMA” Polska.
W latach 1998–2002 zasiadał w kieleckiej radzie miasta. Od 2006 do 2007 zajmował stanowisko wojewody świętokrzyskiego. W wyborach parlamentarnych w 2007 został wybrany na senatora z ramienia Prawa i Sprawiedliwości w okręgu kieleckim, otrzymując 177 432 głosy. W lutym 2011 zrezygnował z członkostwa w PiS, później przestał być członkiem klubu parlamentarnego tej partii. W wyborach w tym samym roku bez powodzenia jako kandydat niezależny ubiegał się o reelekcję. Następnie związał się z Solidarną Polską i tworzył jej struktury w Kielcach i powiecie kieleckim. W 2018 jako jej kandydat z listy PiS uzyskał mandat radnego sejmiku świętokrzyskiego VI kadencji. W kwietniu 2022 został wykluczony z Solidarnej Polski. W 2024 został członkiem rady nadzorczej Świętokrzyskiego Funduszu Poręczeniowego.

## Odznaczenia
W 2010, w uznaniu zasług, położonych w dziedzinie rozwoju i umacniania obronności Rzeczypospolitej Polskiej, został odznaczony Brązowym Medalem „Za zasługi dla obronności kraju”.